# Regina Wasilewska-Kita
Regina Wasilewska-Kita (ur. 27 lutego 1951 w miejscowości Trakucicha) – polska polityk, lekarz rodzinny, działaczka samorządowa, posłanka na Sejm V kadencji.

## Życiorys

### Wykształcenie i praca zawodowa
W 1975 ukończyła studia na Wydziale Lekarskim Pomorskiej Akademii Medycznej w Szczecinie, specjalizując się w chorobach dziecięcych. W młodości wyczynowo uprawiała rzut dyskiem.
W latach 1975–1986 kierowała ośrodkiem zdrowia w Białogardzie. Od 1987 do 1997 pełniła funkcję wojewódzkiego inspektora ds. pediatrii w Koszalinie. Następnie, do 2001, była dyrektorem Zespołu Wojewódzkich Przychodni Specjalistycznych, a potem – do 2003 – Wojskowej Przychodni Specjalistycznej. W marcu 2005 została dyrektorem Specjalistycznego Zespołu Gruźlicy i Chorób Płuc w tym mieście. W 2011 zrezygnowała z tej funkcji i przeszła na emeryturę, prowadząc nadal prywatną praktykę.

### Działalność polityczna
Od 1999 należała do SLD. W wyborach samorządowych w 2002 z listy koalicji SLD-UP bez powodzenia kandydowała do rady miasta Koszalina. W tym samym roku przeszła do Samoobrony RP. Od grudnia 2002 do maja 2003 zajmowała stanowisko członka zarządu województwa zachodniopomorskiego. W 2003 została radną Koszalina w związku z wygaszeniem mandatu jednemu z radnych. W wyborach w 2004 bez powodzenia kandydowała z listy Samoobrony RP do Parlamentu Europejskiego (otrzymała 6465 głosów).
W wyborach parlamentarnych w 2005 z ramienia tej partii uzyskała mandat poselski na Sejm V kadencji okręgu szczecińskiego liczbą 6890 głosów. Pracowała w Komisji Zdrowia, Komisji Rodziny i Praw Kobiet, Komisji Edukacji, Nauki i Młodzieży, Komisji Nadzwyczajnej ds. programu „Solidarne Państwo” oraz jedenastu podkomisjach. Od marca do czerwca 2007 była też zastępcą przewodniczącego Komisji Etyki Poselskiej. Pełniła również funkcję wiceprzewodniczącej Polsko-Kanadyjskiej Grupy Parlamentarnej. Od grudnia 2006 do listopada 2007 zasiadała w prezydium Samoobrony RP. 
W przedterminowych wyborach parlamentarnych w 2007 nie ubiegała się o reelekcję. Po wyborach wystąpiła z Samoobrony RP.